# Brenthis tenuitermaculosa
Brenthis tenuitermaculosa är en fjärilsart som beskrevs av Ruggero Verity 1922. Brenthis tenuitermaculosa ingår i släktet Brenthis och familjen praktfjärilar. Inga underarter finns listade i Catalogue of Life.